# ワシントン・キャピタルズ
ワシントン・キャピタルズ（Washington Capitals）は、アメリカ合衆国ワシントンD.C.を本拠としているナショナルホッケーリーグ（NHL）所属のプロアイスホッケーチームである。愛称は、キャップス (Caps) 。

## 歴史
ワシントン・キャピタルズは、1975 - 1976 シーズン からNHLに参戦したが、いきなり80試合67敗、おまけにロードゲームでは僅か1勝と不名誉なリーグ記録を作ってしまった。1970年代は不遇のシーズンを重ね、1983年にデニス・マルク(Dennis Maruk)、 マイク・ガートナー (Mike Gartner) 及びボビー・カーペンター (Bobby Carpenter) の爆発的なゴールラッシュで初めてプレーオフ進出を果した。しかし、結局この年のスタンレー・カップ覇者となるニューヨーク・アイランダースの前に第1ラウンドで姿を消した。　
このあとチームは14年連続でプレーオフに参加するが、結局毎年悲嘆をかこつことになる。1980年代のキャピタルズはレギュラーシーズンではそこそこの成績を収めるのであるが、「がっかりさせるやつら(choker)」との評判を拭い去ることはできなかった。 ガートナー 、カーペンター 、マイク・リドリー (Mike Ridley) 、デイブ・クリスチャン (Dave Christian) 、 ディーノ・シサレッリ（Dino Ciccarelli ）、ロッド・ラングウェイ（Rod Langway）あるいはケヴィン・ハッチャー（Kevin Hatcher）といった綺羅星のごとき選手を取り揃えながら、当時はプレイオフでも第2ラウンドに進出したのは僅か1回だけ、1990年のウェールズ地区決勝でもボストン・ブルーインズに4連敗で軽くいなされてしまう。
1990年代半ばには、キャピタルズはスタンレー・カップへの出場機会をなんとしても得ようと、無駄と思えるあがきを行う。上り調子にあった右ウイングのピーター・ボンドラ（Peter Bondra） 、ディフェンスのセルゲイ・ゴンチャー（Sergei Gonchar） 、センターのジョー・ジュノー（Joe Juneau） （1994にブルーインズから移籍したときには、既に往年の力はなかった。）らはいたものの、チームの主力選手は既に盛りを過ぎたベテランばかりであった。1993年のプレーオフ対ニューヨーク・レンジャース戦では、チーム史上でも最悪の事態が起こる。デイル・ハンター（Dale Hunter）がシリーズ勝利を決める得点を上げた後で、ピエール・タージョン（Pierre Turgeon）に対し悪質な打撃を加えたとして21試合の出場停止処分となってしまうのであった。
しかし、キャピタルズは1998年についに "chorker" のイメージを払拭することをやってのけた。ボンドラが52ゴールを上げチームの牽引車となり、ベテランのジュノー、アダム・オーツ (Adam Oates) が十分にその持ち味を発揮、そしてゴーリーのオラフ・コルジグ（Olaf Kolzig）がセーブ率 .920 を上げ、ブルーインズ、オタワ・セネターズ、バッファロー・セイバーズ（第6戦で劇的な再延長ゴール）を連破、ついにチーム史上初のスタンレー・カップ決勝に辿り着いた。しかし、決勝では圧倒的なデトロイト・レッドウィングスの前になすすべなく、4連敗で敗退した。　
1999年には、前年度の強さを失い元の弱小チームに戻って、プレーオフに進出できず。その後も2年間はともに第1ラウンドでピッツバーグ・ペンギンズの前に敗退した。2001年の夏には、1990年代のNHLを代表するスター選手、ヤロミール・ヤーガー (Jaromir Jagr) を破産寸前の騒動が起こったペンギンズから獲得した。この新戦力にも拘らず2002年はプレーオフ進出を逃した。
2002年のオフシーズンにもキャピタルズは、フリーエージェントで評価の高かったロバート・ラング (Robert Lang) を獲得するなど登録選手の入れ替えを図る。2003年は、再びプレーオフ出場するが、第1ラウンドでタンパベイ・ライトニングに序盤2連勝と好スタートを切るが、その後に4連敗を喫しまたしても、ファンを失望させた。
2004年の前半、チームは経費節減のため高給選手の大量放出に踏み切る。 ヤロミール・ヤーガーはレンジャーズに、その後すぐにボンドラをオタワ・セネターズにトレードで放出する。また、ロバート・ラングはデトロイトに、ゴンチャーはボストンに移籍させた。なお、ロバート・ラングの放出については、シーズン中盤でのチーム得点王の移籍であり、NHL史上類を見ない出来事である。
2004年のNHLドラフトでは、全体1位指名権を獲得し、ロシアの天才アレクサンドル・オベチキン（Alexander Ovechkin）を選択した。2004-2005シーズンは2004年から2005年のNHLロックアウトでNHLの全試合が中止となったため、オベチキンは母国ロシアで、同僚の若きスター、アレクサンダー・セミン（Alexander Semin）(2004年に19歳でキャピタルズ加入)とプレーしていた。またコルズィグ 、ブレンダン・ウィット（Brendan Witt）、ジェフ・ハルパーン（Jeff Halpern）ら他の選手も、ヨーロッパでプレーをした。
2005年もチームは不振を極める。1998年のファイナル進出時のメンバー二人のうちの一人、ウィトがトレード志願でナッシュビル・プレデターズにトレードされるなどチームは低迷し続けたが、オヴェチキンが期待を裏切らずに新人王を獲得した。
2006年にはキャプテンだったハルパーンまで抜けた上、オベチキンが昨年ほどの成績を残せなかった。
2007－08シーズンを控えキャピタルズはチームロゴ、ユニフォームのデザインを過去のものをリファインしたものに変更した。
DFのトム・ポティ、FWのマイケル・ニーランダーなどを獲得し、オベチキンが自身最高となる65ゴール112得点、彼のラインメート、トレード期限間際で獲得したクリストバル・ヒュエ (Christobal Huet)の活躍もあり、チームは実に5年ぶりにプレーオフ出場を果たした。
2008-09シーズンはオヴェチキンが50ゴールを連続で達成しただけでなく、ディフェンスマンのマイク・グリーンが30ゴールを突破（ディフェンスマンで30ゴールを突破するのはまさに偉業である）。地区1位の活躍で、プレーオフ出場を決めたが、2回戦でシドニー・クロスビーらペンギンスとの「夢の対決」に敗れ去った。また、コルジグが移籍したため、1998年ファイナル進出時のメンバーは誰一人としていなくなった。
2009年12月、キャプテンのクリス・クラーク(Chris Clark)がトレードされ、オベチキンがついにキャプテンに任命された。この年は圧倒的な強さを見せ、会長賞 (President's trophy) を獲得したが、プレーオフではモントリオール・カナディアンズにまさかの1回戦敗退を喫した。翌2010-11年は、守備面を強化。一時は8連敗など不振に沈み、オベチキンはキャリアワーストの1年を過ごしてしまったが、またしても東カンファレンス1位の座を射止めた。
2017-18シーズンではプレーオフ決勝でタンパベイ・ライトニングに4勝3敗で2度目のカンファレンス王者となる。スタンレーカップファイナルではベガス・ゴールデンナイツを4勝1敗で破り、初のスタンレー・カップ優勝を果たした。

## 年度別成績
| 年        | GP | W  | L  | T  | OL | GF  | GA  | PTS | 最終順位            | プレイオフ                 |
| 1974-1975 | 80 | 8  | 67 | 5  | -  | 181 | 446 | 21  | ノリス5位           | 不出場                     |
| 1975-1976 | 80 | 11 | 59 | 10 | -  | 224 | 394 | 32  | ノリス5位           | 不出場                     |
| 1976-1977 | 80 | 24 | 42 | 14 | -  | 221 | 307 | 62  | ノリス4位           | 不出場                     |
| 1977-1978 | 80 | 17 | 49 | 14 | -  | 195 | 321 | 48  | ノリス5位           | 不出場                     |
| 1978-1979 | 80 | 24 | 41 | 15 | -  | 273 | 338 | 63  | ノリス4位           | 不出場                     |
| 1979-1980 | 80 | 27 | 40 | 13 | -  | 261 | 293 | 67  | パトリック5位       | 不出場                     |
| 1980-1981 | 80 | 26 | 36 | 18 | -  | 286 | 317 | 70  | パトリック5位       | 不出場                     |
| 1981-1982 | 80 | 26 | 41 | 13 | -  | 319 | 338 | 65  | パトリック5位       | 不出場                     |
| 1982-1983 | 80 | 39 | 25 | 16 | -  | 306 | 283 | 94  | パトリック3位       | 地区準決勝敗退             |
| 1983-1984 | 80 | 48 | 27 | 5  | -  | 308 | 226 | 101 | パトリック2位       | 地区決勝敗退               |
| 1984-1985 | 80 | 46 | 25 | 9  | -  | 322 | 240 | 101 | パトリック2位       | 地区準決勝敗退             |
| 1985-1986 | 80 | 50 | 23 | 7  | -  | 315 | 272 | 107 | パトリック2位       | 地区決勝敗退               |
| 1986-1987 | 80 | 38 | 32 | 10 | -  | 285 | 278 | 86  | パトリック2位       | 地区準決勝敗退             |
| 1987-1988 | 80 | 38 | 33 | 9  | -  | 281 | 249 | 85  | パトリック2位       | 地区決勝敗退               |
| 1988-1989 | 80 | 41 | 29 | 10 | -  | 305 | 259 | 92  | パトリック1位       | 地区準決勝敗退             |
| 1989-1990 | 80 | 36 | 38 | 6  | -  | 284 | 275 | 78  | パトリック3位       | カンファランス決勝敗退     |
| 1990-1991 | 80 | 37 | 36 | 7  | -  | 258 | 258 | 81  | パトリック3位       | 地区決勝敗退               |
| 1991-1992 | 80 | 45 | 27 | 8  | -  | 330 | 275 | 98  | パトリック2位       | 地区準決勝敗退             |
| 1992-1993 | 84 | 43 | 34 | 7  | -  | 325 | 286 | 93  | パトリック2位       | 地区準決勝敗退             |
| 1993-1994 | 84 | 39 | 35 | 10 | -  | 277 | 263 | 88  | アトランティック3位 | カンファランス準決勝敗退   |
| 1994-1995 | 48 | 22 | 18 | 8  | -  | 136 | 120 | 52  | アトランティック3位 | カンファランス準々決勝敗退 |
| 1995-1996 | 82 | 39 | 32 | 11 | -  | 234 | 204 | 89  | アトランティック4位 | カンファランス準々決勝敗退 |
| 1996-1997 | 82 | 33 | 40 | 9  | -  | 214 | 231 | 75  | アトランティック5位 | 不出場                     |
| 1997-1998 | 82 | 40 | 30 | 12 | -  | 219 | 202 | 92  | アトランティック3位 | スタンレー・カップ決勝敗退 |
| 1998-1999 | 82 | 31 | 45 | 6  | -  | 200 | 218 | 68  | 南東3位             | 不出場                     |
| 1999-2000 | 82 | 44 | 24 | 12 | 2  | 227 | 194 | 102 | 南東1位             | カンファランス準々決勝敗退 |
| 2000-2001 | 82 | 41 | 27 | 10 | 4  | 233 | 211 | 96  | 南東1位             | カンファランス準々決勝敗退 |
| 2001-2002 | 82 | 36 | 33 | 11 | 2  | 228 | 240 | 85  | 南東2位             | 不出場                     |
| 2002-2003 | 82 | 39 | 29 | 8  | 6  | 224 | 220 | 92  | 南東2位             | カンファランス準々決勝敗退 |
| 2003-2004 | 82 | 23 | 46 | 10 | 3  | 186 | 253 | 59  | 南東5位             | 不出場                     |
| 2005-2006 | 82 | 29 | 41 | -  | 12 | 237 | 306 | 70  | 南東5位             | 不出場                     |
| 2006-2007 | 82 | 28 | 40 | -  | 14 | 235 | 286 | 70  | 南東5位             | 不出場                     |
| 2007-2008 | 82 | 43 | 31 | -  | 8  | 242 | 231 | 94  | 南東1位             | カンファランス準々決勝敗退 |
| 2008-2009 | 82 | 50 | 24 | -  | 8  | 272 | 245 | 108 | 南東1位             | カンファランス準決勝敗退   |
| 2009-2010 | 82 | 54 | 15 | -  | 13 | 318 | 233 | 121 | 南東1位             | カンファランス準々決勝敗退 |
| 2010-2011 | 82 | 48 | 23 | -  | 11 | 224 | 197 | 107 | 南東1位             | カンファランス準決勝敗退   |
| 2011-2012 | 82 | 42 | 32 | -  | 8  | 222 | 230 | 92  | 南東2位             | カンファランス準決勝敗退   |
| 2012-2013 | 48 | 27 | 18 | -  | 3  | 149 | 130 | 57  | 南東1位             | カンファランス準々決勝敗退 |
| 2013-2014 | 82 | 38 | 30 | -  | 14 | 235 | 240 | 90  | メトロポリタン5位   | 不出場                     |
| 2014-2015 | 82 | 45 | 26 | -  | 11 | 242 | 203 | 101 | メトロポリタン2位   | カンファランス準決勝敗退   |
| 2015-2016 | 82 | 56 | 18 | -  | 8  | 252 | 193 | 120 | メトロポリタン1位   | カンファランス準決勝敗退   |
| 2016-2017 | 82 | 55 | 19 | -  | 8  | 263 | 182 | 118 | メトロポリタン1位   | カンファランス準決勝敗退   |
| 2017-2018 | 82 | 49 | 26 | -  | 7  | 259 | 239 | 105 | メトロポリタン1位   | スタンレー・カップ獲得     |

## スタンレーカップ戦績

### 優勝
2017-2018

### 準優勝
1997-1998